# Brachylophus gau
Brachylophus gau ist eine Art der Fidschileguane, die endemisch in den Wäldern der zu Fidschi gehörenden Insel Gau vorkommt.

## Forschungsgeschichte und Etymologie
Erste Berichte über die Art stammen vom schottischen Naturforscher John MacGillivray, der als Wissenschaftler an Bord der HMS Herald tätig war und im September 1854 zwei Exemplare, ein Weibchen und ein Männchen, auf Gau sammelte. In seinen privaten Aufzeichnungen beschrieb er die Reptilien als „Chamäleon-ähnlich [...] mit extrem langem Schwanz“ und als „gelblich-grün [...] mit blasseren Bändern von heller, bläulich-grauer Schattierung“. Die Präparate dieser beiden Exemplare werden heute am Natural History Museum (BMNH) in London unter der Inventarnummer BMNH 55.8.16.1–2 aufbewahrt und gelten als Paratypus-Exemplare von Brachylophus gau.
Die Erstbeschreibung der neuen Art erfolgte 2017 durch Robert N. Fisher, Jone Niukula, Dick Watling und Peter S. Harlow. Als Holotypus wurde ein männliches Exemplar ausgewählt, das 2013 in der Nähe des Dorfes Nukuloa auf Gau gefangen worden war und dessen Präparat unter der Inventarnummer SUVA H 0264 in herpetologischen Sammlung der University of the South Pacific in Suva aufbewahrt wird. Neben den historischen Präparaten am BMNH wurden noch vier weitere Exemplare (SUVA H 0265–267 und SUVA H 0273) als Paratypen zur Charakterisierung der Art festgelegt.
Der Artzusatz gau nimmt Bezug auf das endemische Vorkommen der Art auf der gleichnamigen Insel des Fidschi-Archipels.

## Merkmale

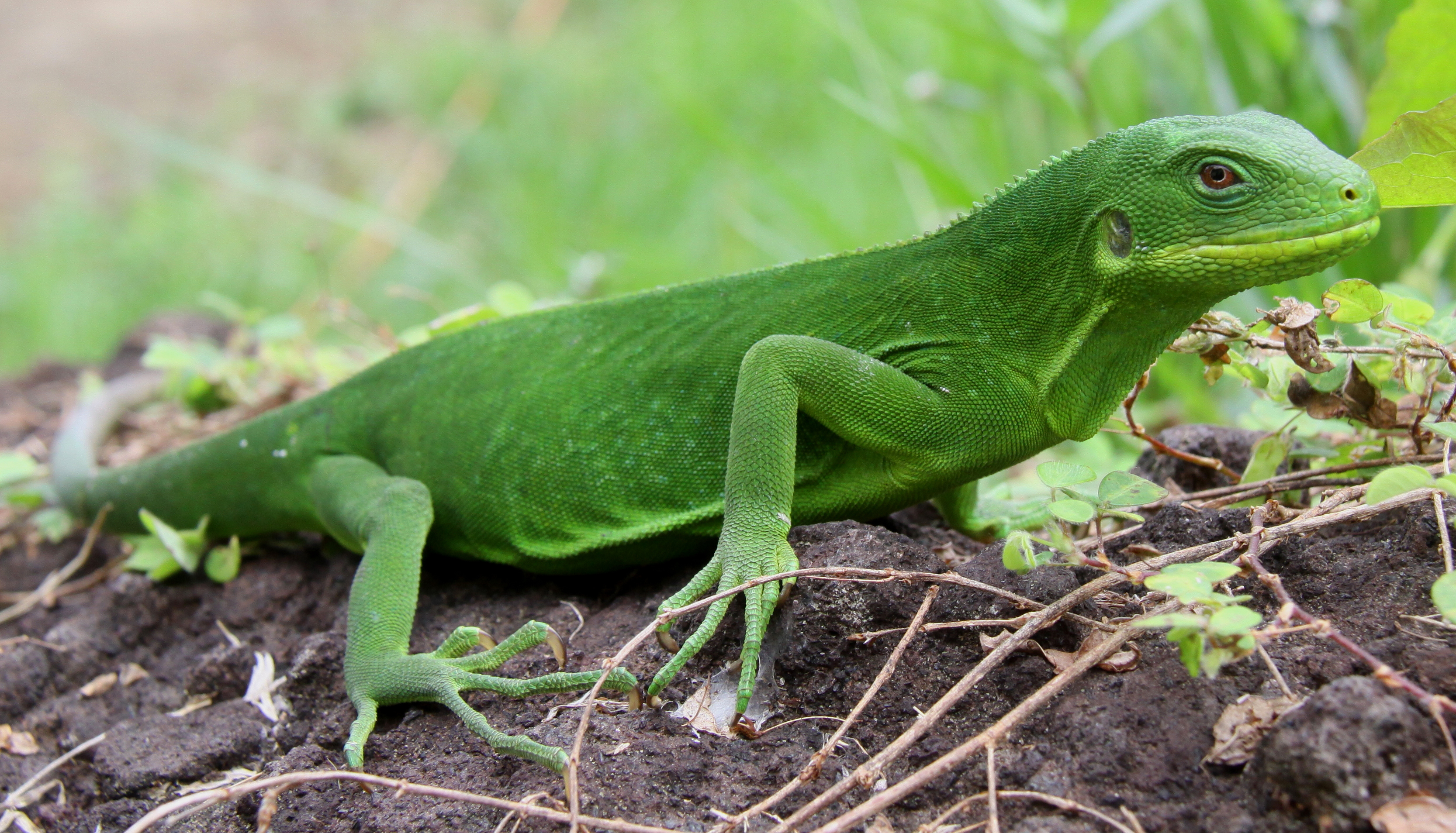
Weibliches Exemplar von Brachylophus gau

Mit einer durchschnittlichen Kopf-Rumpf-Länge von 149,2 mm (Maximum: 153 mm) ist Brachylophus gau die kleinste der vier rezenten Arten der Fidschileguane. Durch den extrem langen Schwanz beträgt die Gesamtlänge etwa das Dreifache der Kopf-Rumpf-Länge.
Neben der geringeren Körpergröße unterscheidet sich Brachylophus gau durch mehrere morphologische Merkmale von den anderen Vertretern der Gattung. Männchen und Weibchen unterscheiden sich in der Körperfärbung. Während die Weibchen eine einheitlich grün Grundfärbung mit vereinzelten helleren Punkten und Flecken aufweisen, zeigen die Männchen am Rücken zwei breite Bänder mit einer blau/grau-grünlichen Färbung, durchsetzt mit Flecken der grünen Grundfärbung. Ein solches Band kann auch im Bereich des Nackens auftreten. Drei ähnliche, zunehmend blassere, Bänder treten im ersten Drittel des Schwanzes der Männchen auf, während die hinteren Bereiche des Schwanzes mit braunen Bändern gemustert sind. Brachylophus gau unterscheidet sich damit von der Art Brachylophus vitiensis, bei der keine geschlechtsspezifischen Unterschiede in der Färbung vorhanden sind.
Der Gebänderte Fidschileguan und Brachylophus bulabula zeigen zwar ebenfalls einen Geschlechtsdimorphismus in Bezug auf die Körperfärbung, im Unterschied zu diesen beiden Arten zeigt der Kehlbereich sowohl der Weibchen als auch der Männchen von Brachylophus gau dieselbe einheitliche Grünfärbung wie der restliche Körper und ist nicht weiß oder weißlich mit grün-grauen Flecken. Die Nasenschilde sind ebenfalls überwiegend grün mit nur einem geringen Anflug an orangefarbenen Tönen am Innenrand. Die Iris ist kupferfarben und nicht rot oder goldfarben, wie bei den anderen Arten.
Der Rückenkamm ist mit einer Höhe von maximal 1,8 mm nur schwach ausgebildet und wird im Durchschnitt von 71,8 Schuppen aufgebaut: weniger als beim Gebänderten Fidschileguan, aber deutlich mehr als bei Brachylophus bulabula und Brachylophus vitiensis.

## Verbreitung
Brachylophus gau lebt endemisch in den Wäldern der Insel Gau, hauptsächlich in den Feuchtwäldern von der Küste bis in mittlere Höhen (1–440 m über dem Meeresspiegel) nahe zur Basis der höher liegenden Wolkenwälder. Die höher liegenden Waldgebiete mit ihrem lichteren Kronendach und dem Überwiegen von Baumfarnen meiden sie ebenso wie die unmittelbare Nähe von Siedlungen.

## Lebensweise und Fortpflanzung
Über die Lebensweise und das Fortpflanzungsverhalten von Brachylophus gau ist fast nichts bekannt. In Analogie zur besser erforschten Art Brachylophus vitiensis wird eine herbivore Ernährungsweise mit ähnlichen Futterpflanzen wie etwa dem Mahagonigewächs Vavaea amicorum, das auch auf Gau häufig auftritt, vermutet.
Ebenfalls in Analogie zu den anderen Arten der Fidschileguane lässt sich vermuten, dass die Tiere rund 20 Jahre alt werden können und ab einem Alter von vier Jahren geschlechtsreif sind. Ähnlich den anderen Arten legen die Weibchen vermutlich einmal pro Jahr ein Gelege von durchschnittlich drei Eiern.

## Status
Der Gesamtbestand wurde 2019 auf etwa 1000–7000 geschlechtsreife Exemplare geschätzt. Auf der Basis von Habitatverlust durch Abholzung und die Anlage von Monokulturen der Karibischen Kiefer (Pinus caribaea) wird von einem Rückgang der Population um mindestens 50 % innerhalb der letzten 30–45 Jahre ausgegangen. Die IUCN wertet die Art dementsprechend als „stark gefährdet“ („endangered“).